# Weltparlament der Religionen
Das Weltparlament der Religionen ist ein Zusammentreffen von Vertretern aller großen Religionen mit dem Ziel eines friedlichen Dialogs, das in unterschiedlichen Abständen an verschiedenen Orten zusammenkommt.

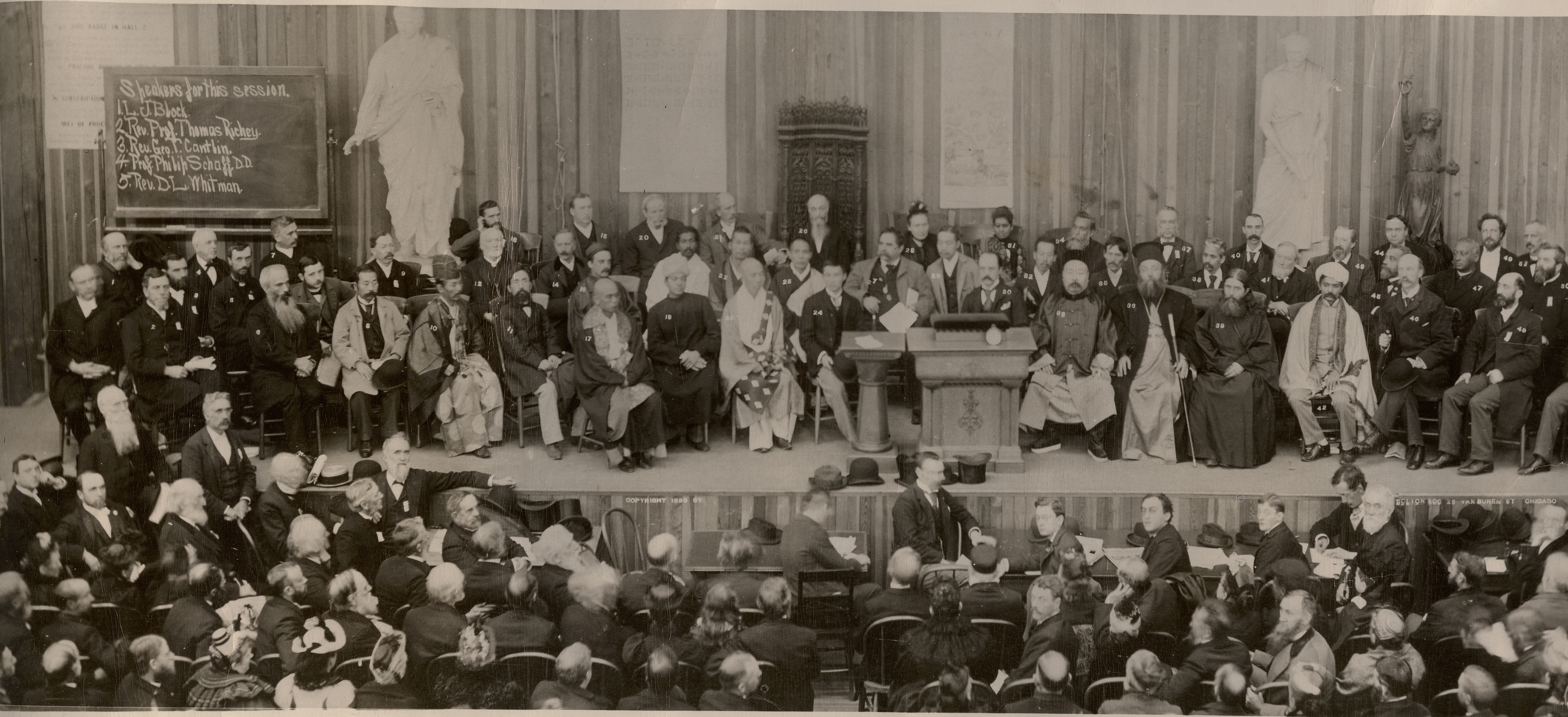
1. Treffen, Chicago 1893

## Geschichte

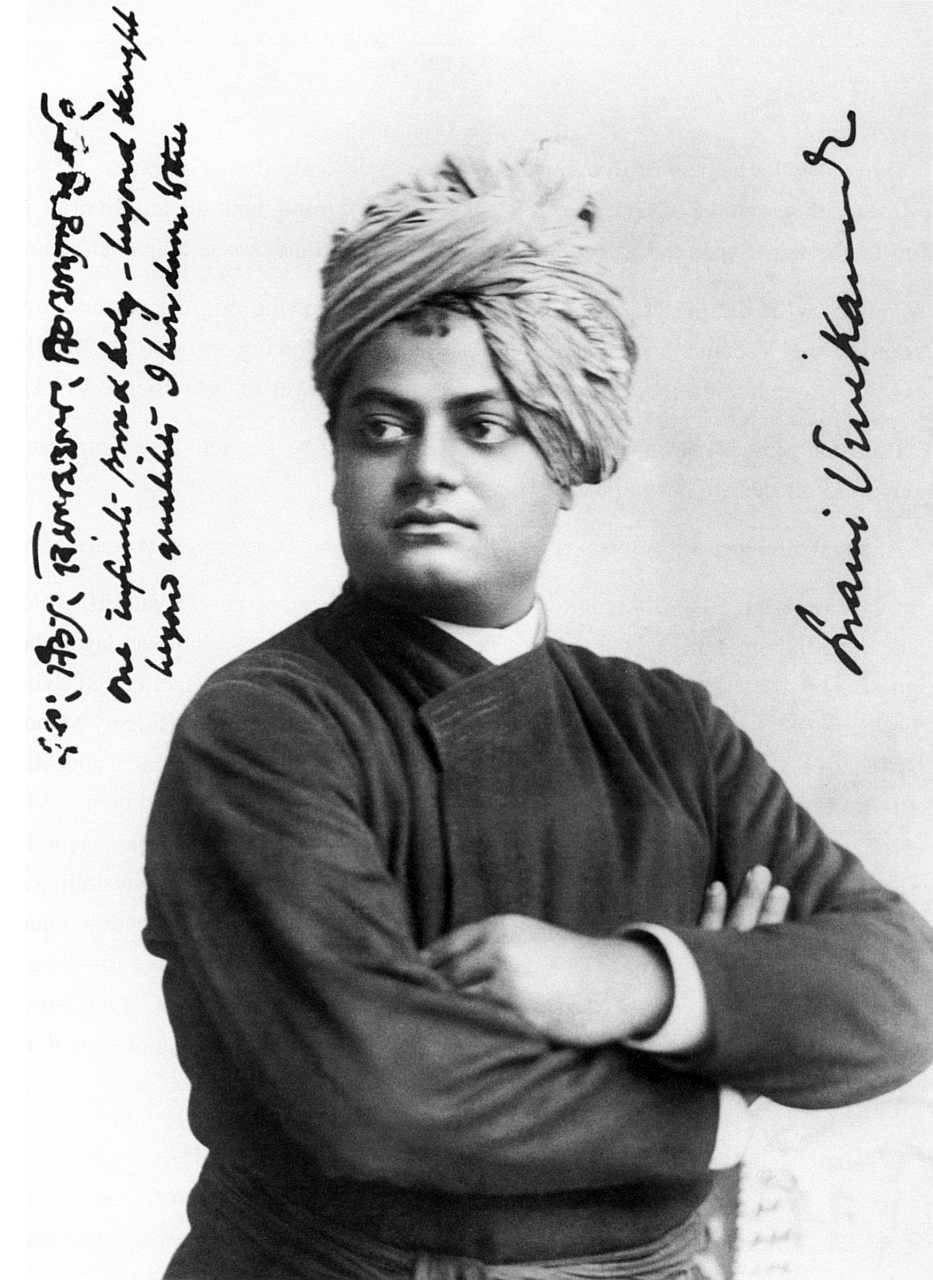
Swami Vivekananda im Jahr 1893

Das Erste Parlament der Weltreligionen trat 1893 in Chicago im Rahmen der World’s Columbian Exposition zusammen. Mehr als 4000 Vertreter christlicher Konfessionen und anderer Religionen nahmen allein an der Eröffnungszeremonie teil.
Unter den Teilnehmern befand sich der indische Swami Vivekananda, der dort zum ersten Mal öffentlich im Abendland auftrat. In seiner Rede präsentierte Vivekananda den Hinduismus als eine Weltreligion, die allen Menschen offensteht. Die zentrale Philosophie des Hinduismus war für ihn Advaita Vedanta. Dafür veränderte er die Lehre des Advaita Vedanta von einem elitären Erlösungsweg für Asketen zu einer Philosophie für alle. Außerdem beschäftigte er sich in seinen Reden mit dem Verhältnis des Hinduismus zu anderen Weltreligionen sowie den Naturwissenschaften.
Der japanische Mönch Soyen Shaku nahm die Gründung zum Anlass, um mit seinem Schüler Daisetz Teitaro Suzuki, der später der Sprecher der Zen-Bewegung im Westen wurde, nach Chicago zu reisen. Mit der Gründung des Weltparlaments der Religionen erfasste die Tendenz zu einem universalreligiösen Synthesedenken nach Ländern wie Indien, Japan und Nordamerika mit geringfügiger Verzögerung auch Europa.
Erst 100 Jahre später, im Jahre 1993, trat das Weltparlament der Religionen das zweite Mal zusammen. Auf dem Parlament 1993 kam es zur Erklärung zum Weltethos mit dem englischen Titel: Declaration – Toward a Global Ethic. Seitdem gibt es alle fünf bis sechs Jahre erneute Treffen, doch die Abstände verkürzen sich in jüngster Zeit.

## Überblick der Treffen
|    | Jahr | von           | bis           | Ort                   |
| -- | ---- | ------------- | ------------- | --------------------- |
| 1. | 1893 | 11. September | 27. September | Chicago, USA          |
| 2. | 1993 | 28. August    | 4. September  | Chicago, USA          |
| 3. | 1999 | 1. Dezember   | 8. Dezember   | Kapstadt, Südafrika   |
| 4. | 2004 | 7. Juli       | 13. Juli      | Barcelona, Spanien    |
| 5. | 2009 | 3. Dezember   | 25. Dezember  | Melbourne, Australien |
|    | 2014 | abgesagt      | abgesagt      | Brüssel, Belgien      |
| 6. | 2015 | 15. Oktober   | 19. Oktober   | Salt Lake City, USA   |
| 7. | 2018 | 1. November   | 7. November   | Toronto, Kanada       |
| 8. | 2021 | 16. Oktober   | 18. Oktober   | Online                |
| 9. | 2023 | 14. August    | 18. August    | Chicago, USA          |